# مناف (اسم)
مناف هو اسم علم مذكر من أصل عربي، ومعناه هو من الفعل ناف الشيء ارتفع وأشرف، والمناف المرتقى قمة الجبل.

## شخصيات تحمل الاسم
- مناف آل سعيد (لاعب كرة يد سعودي، 19 مايو 1976 – )
- مناف أبو شقير (لاعب كرة قدم سعودي، 5 فبراير 1980[3] – )
- مناف الراوي (والي بغداد في تنظيم دولة العراق الإسلامية، 4 أكتوبر 1975 – 1 أبريل 2013)
- مناف رمضان
- مناف سالم (لاعب كرة قدم بحريني، 1984 – )
- مناف طلاس (عسكري سوري، 1964 – )
- مناف عبدال (1978 – )

## وصلات خارجية
- موسوعة السلطان قابوس لأسماء العرب